# 西谷徳行
西谷 徳行（にしたに のりゆき、1965年2月11日 - ）は徳島県海部郡海南町出身のライフル射撃選手。2000年シドニーオリンピック代表。海南中学校、海南高等学校出身。

## 略歴
- 1983年 徳島県警察に入る。
- 1994年 警察庁の特別講習生に指名されオリンピックを目指す。
- 1998年 全日本選手権エアピストルで優勝。
- 1999年 全日本選手権フリーで優勝。
- 2000年 シドニーオリンピック10mエアピストルで34位、50mフリーピストルで23位。
- 2003年 全国警察拳銃射撃大会の団体で4位。
- 2006年 全国警察拳銃射撃大会の団体で2位。